# Eishockey-Europameisterschaft der U19-Junioren 1969
Die 2. Eishockey-Europameisterschaft der U19-Junioren fand vom 26. Dezember 1968 bis zum 2. Januar 1969 in Garmisch-Partenkirchen in Deutschland statt. Die Spiele der neu eingeführten B-Gruppe wurden vom 8. März bis 14. März 1969 in Genf in der Schweiz ausgetragen.

## A-Gruppe
| Spiele              | URS  | SWE  | TCH  | FIN  | FRG  | POL  | Tore  | Punkte |
| ------------------- | ---- | ---- | ---- | ---- | ---- | ---- | ----- | ------ |
| 1. UdSSR            |      | 7:3  | 2:2  | 15:2 | 10:2 | 12:3 | 46:12 | 9:1    |
| 2. Schweden         | 3:7  |      | 5:4  | 8:3  | 6:2  | 15:1 | 37:17 | 8:2    |
| 3. Tschechoslowakei | 2:2  | 4:5  |      | 4:0  | 4:1  | 14:0 | 28:08 | 7:3    |
| 4. Finnland         | 2:15 | 3:8  | 0:4  |      | 4:7  | 9:3  | 18:37 | 2:8    |
| 5. BR Deutschland   | 2:10 | 2:6  | 1:4  | 7:4  |      | 3:4  | 15:28 | 2:8    |
| 6. Polen            | 3:12 | 1:15 | 0:14 | 3:9  | 4:3  |      | 11:53 | 2:8    |

### Europameistermannschaft: UdSSR
| U19-Europameister UdSSR | Alexander Astaschew, Alexander Gluchow, Alexander Gyssin, Alexander Kisljakow, Konstantin Klimow, Jewgeni Kotlow, Witali Krajew, Gennadi Krylow, Alexander Malzew, Nikolai Nowoschenin, Wjatscheslaw Soloduchin, Alexander Sosin, Gennadi Syrtsow, Wladimir Syrtsow, Wladislaw Tretjak, Alexander Tschepelew, Georgi Uglow, Waleri Wassiljew |

### Auszeichnungen
| Auszeichnung       | Spieler          | Team             |
| ------------------ | ---------------- | ---------------- |
| Top-Scorer         | Alexander Malzew | UdSSR            |
| Bester Torhüter    | Jiří Crha        | Tschechoslowakei |
| Bester Verteidiger | Börje Salming    | Schweden         |
| Bester Stürmer     | Alexander Malzew | UdSSR            |

## B-Gruppe
| Spiele         | SUI  | HUN  | YUG  | AUT | Tore  | Pkt. |
| -------------- | ---- | ---- | ---- | --- | ----- | ---- |
| 1. Schweiz     |      | 12:2 | 10:4 | 4:0 | 26:06 | 6:0  |
| 2. Ungarn      | 2:12 |      | 8:4  | 4:1 | 14:17 | 4:2  |
| 3. Jugoslawien | 4:10 | 4:8  |      | 7:0 | 15:18 | 2:4  |
| 4. Österreich  | 0:4  | 1:4  | 0:7  |     | 01:15 | 0:6  |